# 27130 Dipaola
27130 Dipaola este un asteroid din centura principală de asteroizi.

## Descriere
27130 Dipaola este un asteroid din centura principală de asteroizi. A fost descoperit pe 8 decembrie 1998 la San Marcello Pistoiese de Andrea Boattini și Maura Tombelli. Asteroidul prezintă o orbită caracterizată de o semiaxă mare de 2,53 ua, o excentricitate de 0,20 și o înclinație de 4,2° în raport cu ecliptica.